# Kabir Ziljkić
Kabir Ziljkić (serbisch-kyrillisch Кабир Жиљкић, * 13. Dezember 2006) ist ein serbischer Leichtathlet, der im Mittel- und Langstreckenlauf an den Start geht.

## Sportliche Laufbahn
Erste internationale Erfahrungen sammelte Kabir Ziljkić im Jahr 2022, als er bei den U18-Balkan-Meisterschaften in Bar in 10:15,96 min den fünften Platz im 3000-Meter-Lauf belegte. Im Jahr darauf gelangte er beim Europäischen Olympischen Jugendfestival (EYOF) in Maribor mit 3:59,16 min auf den zwölften Platz über 1500 Meter und anschließend gewann er bei den U18-Balkan-Meisterschaften in Sivas in 4:02,72 min die Bronzemedaille im 1500-Meter-Lauf. 2024 gewann er bei den U20-Balkan-Hallenmeisterschaften in Belgrad in 3:57,10 min die Bronzemedaille und anschließend wurde er bei den Crosslauf-Weltmeisterschaften ebendort nach 29:18 min 88. im U20-Rennen. Im Dezember gelangte er dann bei den Crosslauf-Europameisterschaften in Antalya nach 16:04 min auf Rang 90 im U20-Rennen. Im Jahr darauf belegte er bei den U20-Balkan-Hallenmeisterschaften in Sofia in 3:58,13 min den vierten Platz über 1500 Meter und eine Woche darauf gelangte er bei den Balkan-Hallenmeisterschaften in Belgrad mit 3:55,07 min auf Rang fünf.
2024 wurde Ziljkić serbischer Meister im 3000-Meter-Lauf.

## Persönlichkeiten
- 1500 Meter: 3:54,39 min, 29. Juni 2024 in Kraljevo
  - 1500 Meter (Halle): 3:53,42 min, 27. Januar 2024 in Belgrad
- 3000 Meter: 8:31,10 min, 30. Juni 2024 in Kraljevo
  - 3000 Meter (Halle): 8:28,45 min, 18. Februar 2024 in Belgrad